# Pseudarrhenatherum longifolium
Pseudarrhenatherum longifolium é uma espécie de planta com flor pertencente à família Poaceae. 
A autoridade científica da espécie é (Thore) Rouy, tendo sido publicada em Bulletin de la Société Botanique de France 68: 401–402. 1922.

## Portugal
Trata-se de uma espécie presente no território português, nomeadamente em Portugal Continental.
Em termos de naturalidade é nativa da região atrás indicada.

## Protecção
Não se encontra protegida por legislação portuguesa ou da Comunidade Europeia.